# 編笠十兵衛
『編笠十兵衛』（あみがさじゅうべえ）は、池波正太郎の時代小説。

## 概要
1969年（昭和44年）に、『週刊新潮』5月31日号から連載を開始した。1970年（昭和45年）の同誌5月16日号まで連載され、同年5月に新潮文庫より文庫化された。公儀の歪みを正す剣豪の活躍を描く忠臣蔵外伝である。
赤穂事件の誤った将軍の裁きを、将軍側近中根正冬の部下で、公儀隠密の資格を持つ月森十兵衛が中根を助けつつ裏で正していくというストーリー。赤穂事件を題材にしているため、浅野家と吉良家の家臣も登場するが、浅野側だけでなく、吉良側の私生活にもスポットをあてたエピソードもあるのが本作の特徴。月森十兵衛は架空の人物だが、中根正冬（中根正盛の子）は実在の人物である。

## あらすじ
元禄時代末期、将軍のあやまちを正すため、赤穂浪士の吉良邸討ち入りを成功させるほかないと判断した月森十兵衛は、同じく“秘命”をおびる大身旗本・中根正冬と秘策を練る。しかし、討ち入りに備えて吉良邸は防備を固め、また赤穂浪士の側も江戸の強硬派と大石内蔵助の思惑が一致せず、あわや上野介は米沢藩にひきとられそうになるのだが…。

## テレビドラマ

### 1974年版
1974年10月3日から1975年4月3日までフジテレビ系列にて毎週木曜日21時から21時55分に放映されたテレビ時代劇。全26話。
高橋英樹主演、リアリティーに溢れハードボイルドな時代劇である。
。

#### スタッフ
- 原作：池波正太郎
- 脚本：放送日程参照
- 監督：放送日程参照
- 音楽：渡辺岳夫
- 制作：フジテレビ・東映

#### キャスト
- 月森十兵衛：高橋英樹
- 小林平八：露口茂
- 舟津弥九郎：成田三樹夫
- 静江：藤浩子
- 伊介：桂小かん
- 大石内蔵助：中村竹弥
- 浅野内匠頭：嵐徳三郎
- 瑤泉院：宮園純子
- 吉良上野介：伊藤雄之助
- 堀部安兵衛：山田吾一
- 奥田孫太夫：大友柳太朗
- 不破数右衛門：若林豪
- 大石主税：岡村清太郎
- 礒貝十郎左衛門：佐々木剛
- 前原伊助：原口剛
- 大高源吾：中井啓輔
- 吉田忠左衛門：増田順司
- 奥田貞右衛門：坂口徹
- 杉野十平次：大丸二郎
- 萱野七郎左衛門：加藤嘉
- 萱野三平：林与一
- 高田郡兵衛：中野誠也
- 奥村忠右衛門：海老江寛
- 橋本平左衛門：長谷川明男
- 毛利小平太：荒谷公之
- 山田善三郎：和田一壮
- 戸田局：川口敦子
- 柳沢吉保：岡田英次
- 荻生徂徠：原健策
- 梶川与惣兵衛：遠藤太津朗
- 多門伝八郎：中尾彬
- 上杉綱憲：葉山良二
- 色部又七郎：内田朝雄
- 清水一学：永井秀和
- 山田宗徧：岩田直二
- 牧野長門守：山岡徹也
- お俊：葉山葉子
- 松原多仲：天草四郎
- 井田八郎：深江章喜
- 長尾勘右衛門：藤岡重慶
- 笠原長右衛門：うえだ峻
- 山吉新八：南城竜也
- 田村右京大夫：北原義郎
- 細川越中守：柳沢真一
- 日下部三十郎：青木義朗
- 松浦達之助：青山良彦
- 保田越前守：外山高士
- 本多紀伊守：永田光男
- 脇坂淡路守：市川男女之助
- 庄田下総守/沼野政太夫：中村錦司
- 黒川九十郎：五味龍太郎
- 倉本：山口幸生
- 堀内源左衛門：永野達雄
- 山口半蔵：高原駿雄
- 内田三郎右衛門：稲葉義男
- 美苗：浜木綿子（特別出演）
- 覚之助：小塙謙二
- おたま：紅景子
- 伝造：木田三千雄
- おさん：長谷川待子
- お冴（千弥）：中島ゆたか
- よし：小野恵子
- 万屋彦四郎：美川陽一郎
- ご隠居：日高久
- 蕎麦屋の客/吉良家の付人：川谷拓三
- 浪人：片桐竜次、森章二
- 堀内道場の門弟：浜伸二
- 伊兵衛：村田正雄
- 金田屋：志摩靖彦
- 奈良屋茂左衛門：見明凡太郎
- 鈴木同心：大木晤朗
- 黒田小太郎：小林芳宏
- 多重：服部妙子
- 永井肇/大須賀：黒部進
- 俵星玄蕃：長門勇
- 中村藤馬：浜田雄史
- おかる：野川由美子
- 初菊：佐野厚子
- お縫：磯村みどり
- おゆみ：川島育恵
- 中根正冬：片岡千恵蔵（特別出演）

ほか

#### 放送日程
| 話数 | 放送日         | サブタイトル | 脚本       | 監督     |
| ---- | -------------- | ------------ | ---------- | -------- |
| 1    | 1974年 10月3日 | 刃傷         | 土橋成男   | 田中徳三 |
| 2    | 10月10日       | 切腹         | 飛鳥ひろし | 田中徳三 |
| 3    | 10月17日       | 決断         | 飛鳥ひろし | 松尾正武 |
| 4    | 10月24日       | 襲撃         | 土橋成男   | 松尾正武 |
| 5    | 10月31日       | 斬殺         | 飛鳥ひろし | 井沢雅彦 |
| 6    | 11月7日        | 追憶         | 土橋成男   | 井沢雅彦 |
| 7    | 11月14日       | 刺客         | 土橋成男   | 松尾正武 |
| 8    | 11月21日       | 出府         | 飛鳥ひろし | 松尾正武 |
| 9    | 11月28日       | 炎上         | 飛鳥ひろし | 池広一夫 |
| 10   | 12月5日        | 慕情         | 土橋成男   | 池広一夫 |
| 11   | 12月12日       | 脱落         | 飛鳥ひろし | 松尾正武 |
| 12   | 12月26日       | 弾圧         | 飛鳥ひろし | 松尾正武 |
| 13   | 1975年 1月2日  | 黒幕         | 土橋成男   | 井沢雅彦 |
| 14   | 1月9日         | 潜入         | 飛鳥ひろし | 松尾正武 |
| 15   | 1月16日        | 疑惑         | 土橋成男   | 松尾正武 |
| 16   | 1月23日        | 追跡         | 飛鳥ひろし | 井沢雅彦 |
| 17   | 1月30日        | 献身         | 飛鳥ひろし | 田中徳三 |
| 18   | 2月6日         | 暴挙         | 土橋成男   | 田中徳三 |
| 19   | 2月13日        | 非道         | 飛鳥ひろし | 松尾正武 |
| 20   | 2月20日        | 士魂         | 飛鳥ひろし | 松尾正武 |
| 21   | 2月27日        | 謀略         | 飛鳥ひろし | 井沢雅彦 |
| 22   | 3月6日         | 誠忠         | 土橋成男   | 井沢雅彦 |
| 23   | 3月13日        | 陥穿         | 土橋成男   | 齋藤武市 |
| 24   | 3月20日        | 前夜         | 飛鳥ひろし | 井沢雅彦 |
| 25   | 3月27日        | 討入         | 飛鳥ひろし | 松尾正武 |
| 26   | 4月3日         | 訣別         | 土橋成男   | 松尾正武 |

#### ネット配信
- YouTube「東映時代劇YouTube」で、2023年3月1日から「据置枠」で第1・2話が常時無料配信されている。

#### 前後番組
| フジテレビ系 木曜21時台 | フジテレビ系 木曜21時台 | フジテレビ系 木曜21時台   |
| 前番組                  | 番組名                  | 次番組                    |
| ----------------------- | ----------------------- | ------------------------- |
| ぶらり信兵衛 道場破り   | 編笠十兵衛              | 同心部屋御用帳 江戸の旋風 |

### 1997年版
1997年1月6日から3月24日までテレビ東京で放映された時代劇ドラマ。全12回。
原作にはない高田馬場の決闘のエピソードが挿入されている等、ドラマ独自の設定がいくつかある。
なお、劇中音楽は長部正和の手によるものだが、ほとんどの回で『必殺仕事人V・激闘編』の劇中BGM（作曲：京本政樹・大谷和夫）が流用される形で使用されている。

#### スタッフ
- 監修：市川久夫
- プロデューサー：江津兵太、佐々木彰（テレビ東京）、佐々木淳一（松竹）
- 脚本：吉田剛、中村勝行ほか
- 監督：貞永方久、杉村六郎ほか
- 音楽：長部正和
- 主題歌：「めぐり逢うとき」（歌：松崎しげる）
  - 作詞：阿久悠／作曲：長部正和／編曲：久保田邦夫
- 製作協力：松竹京都映画
- 製作：テレビ東京、松竹

#### キャスト
- 月森十兵衛：村上弘明
- 中根平十郎（中根正冬）：津川雅彦
- 月森静江：藤真利子
- おれん：大沢逸美
- 井坂伝七：六平直政
- 舟津弥九郎：中原丈雄
- お安：松岡由美
- 大石内蔵助：中尾彬
- 浅野内匠頭：沖田浩之
- 堀部安兵衛（中山安兵衛）：三浦浩一
- 奥田孫太夫：真田健一郎
- 堀部弥兵衛：溝田繁
- 岡野九十郎（金右衛門）：青木辰尚
- 前原伊助：田畑利治
- 神崎与五郎：渋谷天外
- 富森助右衛門：安尾正人
- 高田郡兵衛：和泉史郎
- 大高源五：光石研
- 寺坂吉右衛門：冨家規政
- 梶川与惣兵衛：原口剛
- 梶川家用人・平田：勝村淳
- 色部又四郎：下元年世
- 徳川綱吉：鶴田忍
- 柳沢吉保：西田健
- 吉良上野介：根上淳
- 次郎左衛門：中田浩二
- 紀伊国屋文左衛門：楠年明
- お弓：斉藤絵里
- 永井肇：山口粧太
- 千弥：田山真美子
- 山吉新八：松田洋治
- 天満屋嘉兵衛：遠藤太津朗

ほか

#### サブタイトル
| 話数 | サブタイトル           | 脚本     | 監督     |
| ---- | ---------------------- | -------- | -------- |
| 1    | 血煙り高田の馬場       | 吉田剛   | 貞永方久 |
| 2    | 吉原おいらん斬り       | 吉田剛   | 貞永方久 |
| 3    | 刃傷!松の廊下          | 中村勝行 | 杉村六郎 |
| 4    | 大八車暴走す!          | 中村勝行 | 杉村六郎 |
| 5    | 内蔵助乱れる!          | 田上雄   | 杉村六郎 |
| 6    | 吉良方武士道別れ道     | 田上雄   | 杉村六郎 |
| 7    | 暗闘! 赤穂浪士狩り     | 中村勝行 | 岡屋龍一 |
| 8    | 吉良屋敷に潜入せよ!    | 中村勝行 | 岡屋龍一 |
| 9    | 安売り天満屋異聞       | 田上雄   | 岡屋龍一 |
| 10   | 非情の魔剣             | 田上雄   | 津島勝   |
| 11   | 女密偵おれん無残       | 中村勝行 | 原田雄一 |
| 12   | 壮絶! 赤穂浪士討ち入り | 中村勝行 | 原田雄一 |

#### 前後番組
| テレビ東京系 月曜21時台（本番組までドラマ枠） | テレビ東京系 月曜21時台（本番組までドラマ枠） | テレビ東京系 月曜21時台（本番組までドラマ枠） |
| 前番組                                        | 番組名                                        | 次番組                                        |
| --------------------------------------------- | --------------------------------------------- | --------------------------------------------- |
| 事件・市民の判決                              | 編笠十兵衛                                    | 仰天!ひらめき研Q所                            |